# Rival Kings
Rival Kings ist eine Schweizer Rockband aus Luzern und bewegt sich im Bereich des Indie-Rock.

## Geschichte
Die Band wurde 2012 von Daniel Betschart, Dominique Marcel Iten und Rafael Schwab aus den Überbleibseln der Progressive-Rock-Band Pure Soundart gegründet. Kurz darauf stiessen Sänger Étienne Hilfiker und Bassist Fabio Lanza hinzu. Schon bald darauf arbeitete die Band am ersten Album, das im Januar 2014 auf den Markt kam, und landete überraschend in der Schweizer Hitparade. Daraufhin wechselte die Band zum Schweizer Label «DeepDive Music», Sandro Furrer wechselte Fabio Lanza am Bass ab. Im Sommer 2014 folgten zahlreiche Festival- und Openair-Auftritte, unter anderem am Gurtenfestival, am Stimmen-Festival in Deutschland, am Zürich Openair und bei TEDxZurich.
2015 trat Christopher James Christensen der Band bei. Mit ihm schloss die Band die Arbeiten am Nachfolger von Citizens ab. Am 30. September 2016 erschien das zweite Album «War», welches auf Platz 11 der Schweizer Album-Charts einstieg.

## Diskografie
- 2014: Citizens (Phonag Records)
- 2016: War (Deepdive Records)